# William W. Belknap
Pour les articles homonymes, voir Belknap.
William Worth Belknap, né le 22 septembre 1829 à Hudson (New York) et mort le 13 octobre 1890 à Washington D.C., est un officier et homme politique américain. Membre du Parti démocrate puis du Parti républicain, il est général de l'United States Army durant la guerre de Sécession puis secrétaire à la Guerre des États-Unis entre 1869 et 1876 dans l'administration du président Ulysses S. Grant.
Il est l'unique membre du cabinet des États-Unis à avoir été destitué par la Chambre des représentants des États-Unis. Il recevait des pots-de-vin d'agents aux Affaires indiennes et vendait les nominations aux postes lucratifs dans l'armée.

## Biographie

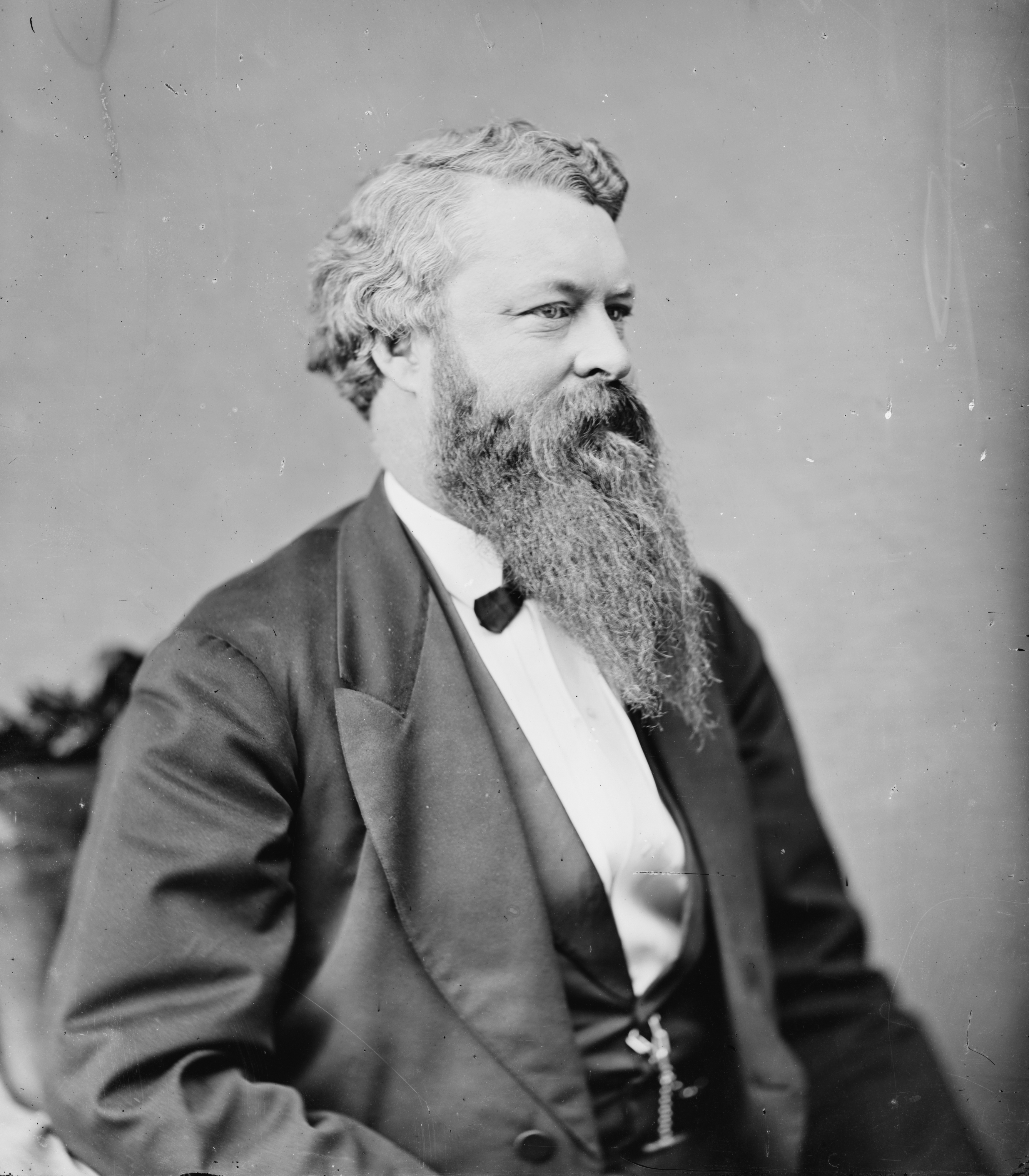
William W. Belknap.

Fils d'un militaire de carrière, William G. Belknap (en), il est diplômé de l'université de Princeton en 1848 puis étudie le droit à l'université de Georgetown. Il est admis au barreau en 1851, s'installe à Keokuk (Iowa), où il exerce le droit et sert pour une seule mandature à la Chambre des représentants de l'Iowa, de 1857 à 1858.
Pendant la guerre de Sécession, il est nommé major dans le 15e d'infanterie de l'Iowa en 1861 et participe à la bataille de Shiloh, à la première bataille de Corinth et au siège de Vicksburg. Il est promu au grade de brigadier général en 1864 et nommé commandant de la 4e division, XVIIe Corps. Il prend part aux opérations du général William Tecumseh Sherman en Géorgie, en Caroline du Sud et en Caroline du Nord. Il quitte le service avec le grade de major général en 1865.
Il se marie, perd ses deux premières femmes, Cora LeRoy et Carrie Tomlinson, puis épouse Mme John Bower, sœur de sa première femme. De 1865 à 1869, il est collecteur des recettes internes de l'Iowa.

## Carrière politique

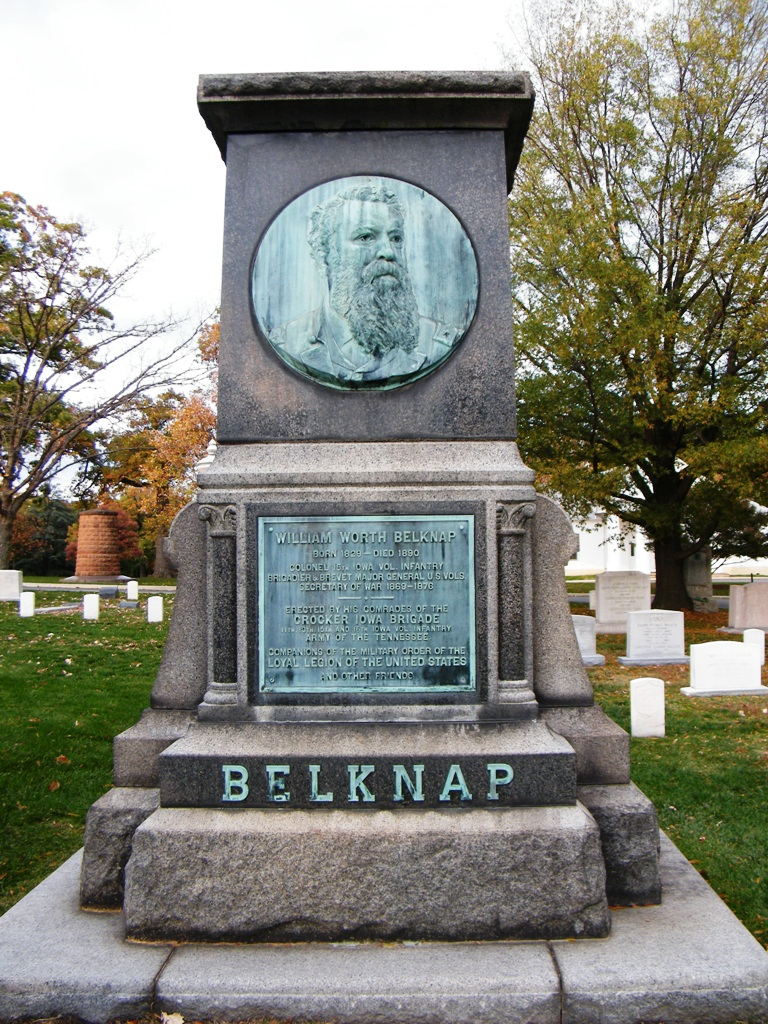
Tombe de William W. Belknap au cimetière national d'Arlington.

Du 25 octobre 1869 au 2 mars 1876, William Belknap est secrétaire à la Guerre dans le cabinet d'Ulysses S. Grant.
Il recommande que le Congrès fixe au premier mai le début de l'exercice fiscal, met en place les préparatifs des rapports annuels des commandants de poste et propose des mesures pour protéger le parc national de Yellowstone. En juillet 1876 il visite fort Ellis, dans le territoire du Montana et entreprend un voyage de deux semaines dans le parc de Yellowstone, parcourant le trajet de l'expédition Washburn de 1870. Son guide pour ce voyage est le lieutenant Gustavus Cheyney Doane, qui avait été en garnison à fort Ellis et avait été le chef de l'escorte militaire de l'expédition Washburn.
Il est destitué (impeachment) par un vote unanime de la Chambre des représentants des États-Unis peu après avoir démissionné sur une accusation de corruption. Le président de la Chambre des représentants des États-Unis, Michael C. Kerr (en), écrit au Sénat des États-Unis pour indiquer cette démission avait été réalisée dans l'intention d'échapper à la procédure de destitution engagée contre lui. William Belknap est jugé par le Sénat, qui se déclare compétent à se saisir de cette affaire par un vote de 37-29, même si William W. Belknap avait déjà démissionné. Le vote sur sa condamnation échoue de loin à réunir les deux tiers des voix requis, avec 35 voix contre 37 pour chaque article et 25 voix contre chacun. Deux parmi ceux qui votèrent sa condamnation, 22 de ceux qui votèrent pour son acquittement et une abstention, estiment que le Sénat est incompétent, du fait de la démission.
Il se rend ensuite à Philadelphie puis revient à Washington pour reprendre l'exercice du droit. Il meurt d'un infarctus du myocarde à Washington, D.C. le 13 octobre 1890. Il est enterré dans la 1re section du cimetière national d'Arlington le 16 octobre 1890.
Il est le père de Hugh R. Belknap (en), représentant de l'Illinois.